# Neman
Pour le fleuve appelé Neman en russe, voir Niémen.
Neman (en russe : Неман ; en allemand : Ragnit ; en polonais : Ragneta ; en lituanien : Ragainė), est une ville de l'oblast de Kaliningrad, en Russie, et le centre administratif du raïon Nemanski. Sa population s'élevait à 11 589 habitants en 2013.

## Géographie
Neman est située sur la rive gauche du fleuve Niémen, à 104 km au nord-est de Kaliningrad et à 987 km à l'ouest de Moscou.

## Histoire

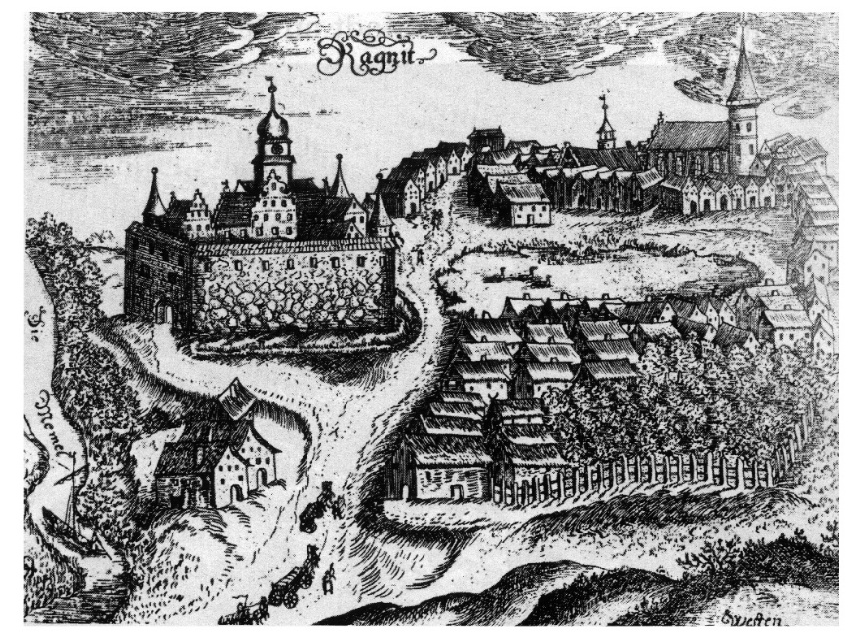
Ragnit et son château en 1684

À l'origine, Raganite (Ragainė) était un établissement de la tribu baltique des Scaloviens. Elle fut contestée par le grand-duché de Lituanie dès sa fondation au XIIIe siècle, et le 23 avril 1289, il fut conquis par les chevaliers Teutoniques, qui y bâtirent un château gothique. Le château a été appelé Landeshutte, mais le nom de Ragnit, tiré de la rivière locale, affluent du Niémen, a continué d'être utilisé. Le château avait rang de commanderie.
Bien que la localité eût un important château qui protégeait l'État monastique des chevaliers Teutoniques contre les menaces venant du nord, elle restait dans l'ombre de la ville voisine de Tilsit. Le 10 avril 1525, Ragnit fut incorporée, après la sécularisation de l'Ordre, dans le duché de Prusse qui passa sous la vassalité de la Pologne. Le duché passa au Brandebourg par héritage, en 1618, devenant une partie du Brandebourg-Prusse. Le duché de Prusse devint le royaume de Prusse en 1701. Le roi Frédéric-Guillaume Ier de Prusse accorda le droit de cité à Ragnit, le 6 avril 1722. Le 1er novembre 1892, une ligne de chemin de fer fut ouverte jusqu'à Tilsit. Elle avait été construite pour développer l'industrie du bois dans la région, mais sans grand résultat et l'économie resta dominée par les produits alimentaires.
La ville était le chef-lieu de l'arrondissement de Ragnit du district de Gumbinnen, faisant partie de la province de Prusse-Orientale, avant de fusionner avec l'arrondissement de Tilsit en 1922, pour faire partie de l'arrondissement de Tilsit-Ragnit, dont le siège administratif est fixé à Tilsit.
Au cours de la Seconde Guerre mondiale, la ville fut prise par les Soviétiques le 19 janvier 1945. Conformément aux décisions de la conférence de Potsdam, elle fut renommée Neman et intégrée dans l'oblast de Kaliningrad de la RSFSR. La plupart des habitants qui n'avaient pas été évacués à la fin de la guerre furent expulsés vers l'ouest de Allemagne.

## Population

### Démographie
Recensements (*) ou estimations de la population
| 1782  | 1875  | 1895  | 1905  | 1925  |
| ----- | ----- | ----- | ----- | ----- |
| 1 882 | 3 857 | 4 591 | 4 908 | 7 780 |

| 1933  | 1939   | 1959* | 1970*  | 1979*  |
| ----- | ------ | ----- | ------ | ------ |
| 9 293 | 10 061 | 9 459 | 11 613 | 12 492 |

| 1989*  | 2002*  | 2010* | 2012   | 2013   |
| ------ | ------ | ----- | ------ | ------ |
| 13 821 | 12 714 | 1 178 | 11 677 | 11 589 |

### Minorité lituanienne
Bien qu'elle ait fait partie d'États de langue allemande pendant des siècles, la ville comportait une minorité lituanienne et catholique qui avait un certain rayonnement culturel. De 1549 à 1563, le célèbre écrivain et traducteur lituanien, Martynas Mažvydas, y était prêtre et archidiacre. La langue lituanienne fut interdite au XIXe siècle, après l'Insurrection de janvier, dans l'administration de la Lituanie russe et des livres imprimés dans cette langue à Ragnit étaient introduits en contrebande en Russie.

## Jumelages
- Jurbarkas (Lituanie)
- Lida (Biélorussie)
- Ostróda (Pologne)
- Preetz (Allemagne) depuis 1991

## Personnalités liées à la commune
- Karl Brinkmann (de) (1854-1901), homme politique
- Erich Klossowski (1875-1949), historien de l'art et artiste-peintre français d'origine polonaise, père de Pierre Klossowski et de Balthus.

## Économie
La société OKB Fakel est une entreprise du domaine spatial qui produit des propulseurs à effet Hall et des micro moteurs à hydrazine pour le contrôle d'attitude et d'orbite de satellites artificiels. La société emploie plus de 960 personnes.